# Ihaddadene
Ihaddadene (franska: Ihaddadene (CR), Ihaddadene (Commune Rurale), arabiska: ايعزانن) är en kommun i Marocko.   Den ligger i provinsen Nador och regionen Oriental, i den nordöstra delen av landet, 400 km öster om huvudstaden Rabat. Antalet invånare är 1 102.